# Heart of Gold (песня Нила Янга)
| Оценки критиков | Оценки критиков |
| Источник        | Оценка          |
| --------------- | --------------- |
| AllMusic        | Без оценки      |

«Heart of Gold» — песня канадского певца Нила Янга с его альбома 1972 года Harvest.
Песня также была издана отдельным синглом.
Песня достигла 1 места и в США (в «Горячей сотне» журнала «Билборд»), и в Канаде (в чарте RPM Top Singles).
В Великобритании сингл с ней достиг 2 места  (в национальном чарте синглов UK Singles Chart).
В 2004 году журнал Rolling Stone поместил песню «Heart of Gold» в исполнении Нила Янга на 297 место своего списка «500 величайших песен всех времён». В списке 2011 года песня находится на 303 месте.
Кроме того, песня «Heart of Gold» в исполнении Нила Янга вместе с ещё двумя его песнями — «Down by the River» и «My My Hey Hey (Out Of The Blue)» — входит в составленный Залом славы рок-н-ролла список 500 Songs That Shaped Rock and Roll.